# خطبات المدارس
خطبات المدراس هي مجموعة من ثماني خطب عن حياة النبي محمد بقلم سيد سليمان الندوي، نُشرت لأول مرة في عام 1936. أعد الندوي المادة لجمهور غير عربي وغير مسلم. ألقى سيد سليمان هذه الخطب في تشرين الأول وتشرين الثاني 1925 بناءً على طلب إسلام تليمي أنجومان في جامعة مدراس.

## الترجمات
في عام 2017، أُنتجَت ترجمة إنجليزية لكتاب خطبات المدارس من الأستاذ عبد الرحيم كيدواي من جامعة عليكرة الإسلامية ونشرتها شركة فاروس ميديا تحت عنوان النبي محمد - القدوة كأول سلسلة من الترجمات المخطط لها للأعمال باللغة الأردية للسيد سليمان الندوي.

## قراءة إضافية
- قائمة القراءة . مجلس مساجد ولاية كونيتيكت.